# Alfred Hagel
Alfred Hagel (geboren 20. Oktober 1885 in Wien, Österreich-Ungarn; gestorben 26. November 1945 in Wien) war ein österreichischer Maler, Graphiker, Entwurfszeichner und Illustrator.

## Leben
Hagel studierte von 1904 bis 1909 an der Wiener Akademie der bildenden Künste bei Christian Griepenkerl und Heinrich Lefler. Von 1910 bis 1912 wechselte er an die Königliche Kunstgewerbeschule in München, wo Julius Diez sein Lehrer war. Bei der Bayrischen Gewerbeschau 1912 gewann Hagel mit Entwürfen für christliche Kunst drei zweite Plätze. Ab 1913 war Hagel als Illustrator für Zeitschriften wie etwa Die Jugend, Die Dame, Leipziger Illustrirte und Die Muskete tätig. Er illustrierte außerdem für den Artur Wolf Verlag in Wien Bücher, darunter Ferdinand Raimunds Der Diamant des Geisterkönigs (1920) und Prosper Mérimées Novellen der Leidenschaft (1923). In Zusammenarbeit mit dem Architekten Paul Ludwig Troost gestaltete Hagel mehrere Transatlantikliner für den Überseeverkehr des Norddeutschen Lloyd aus, wie z. B. die Berlin und die Sierra Ventana. Für die Europa entwarf er 1929 Tapisserien. Zusammen mit Troost war er auch an anderen Projekten der  Vereinigten Werkstätten in München beteiligt, so etwa in den 1920er Jahren an Dekorentwürfen für Nymphenburger Porzellan. Schließlich war er auch als Bühnenbildner zu Schauspielen und Opern, etwa für Figaros Hochzeit und Ein Walzertraum tätig. 1926 zeigte sich internationale Anerkennung, als die Londoner Zeitschrift The Studio seinen Wandmalereien einen Artikel widmete. Um 1927 stattete er das Restaurant im Nürnberger Bahnhof mit einem Wandbild aus.  Ab 1930 war Hagel als Kunsterzieher in Wien tätig, wo er nach dem Anschluss Österreichs 1938 aus „rassischen“ Gründen Berufsverbot als Lehrer und Künstler bekam.

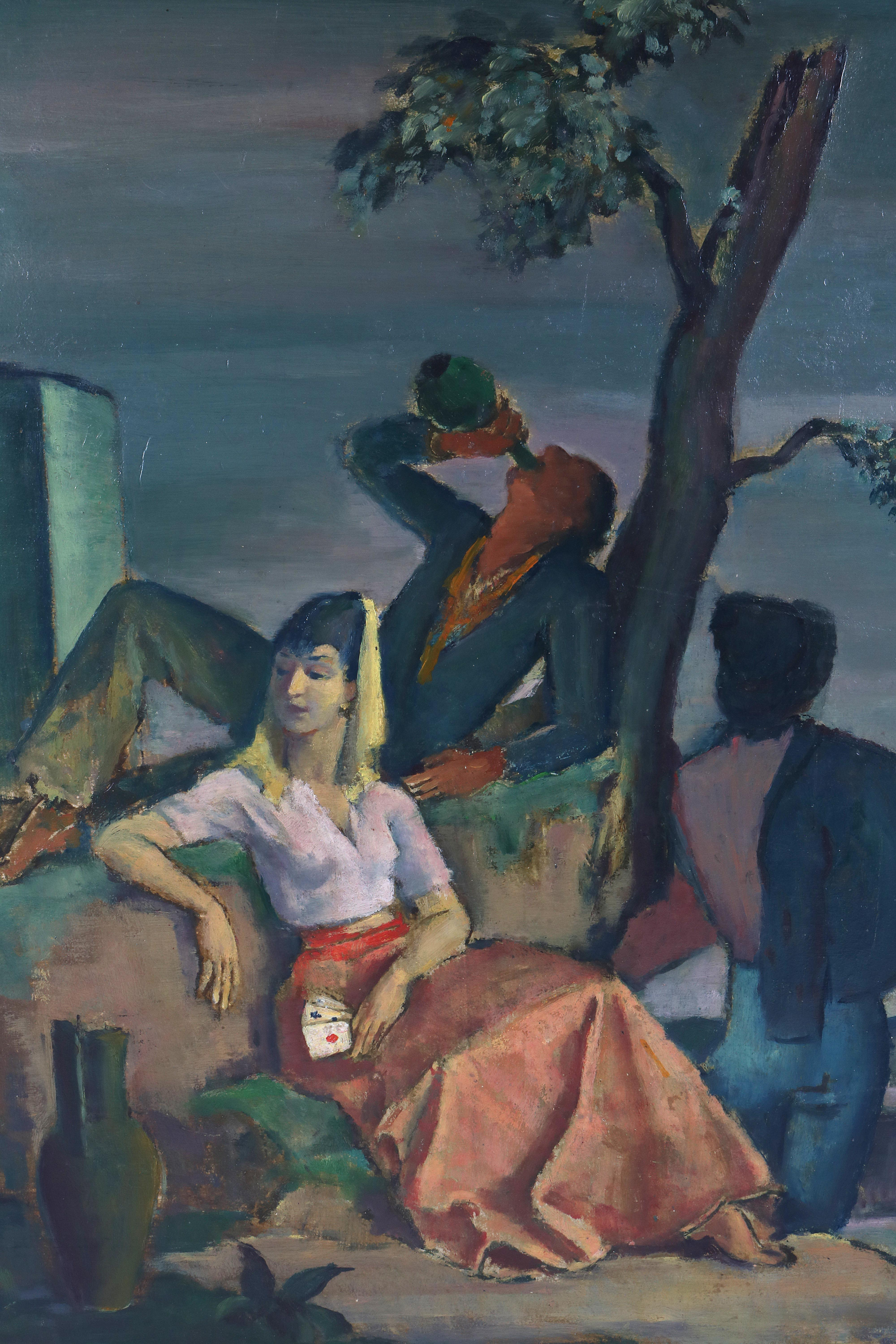
Siesta

## Ausstellungen
- 1908: Akademie der bildenden Künste Wien
- 1923: International Exhibition of Water Colors, Chicago[3]
- 1925: Kunstverein München
- 1927: 30 Münchner Künstler, Künstlerhaus Wien
- 1987: Personale, Kunsthandel Hieke, Wien

## Werke
- Karl Kraus, Zeichnungen, Wien Museum
- Noli me tangere, Stift Klosterneuburg[4]